# Teleorman
Teleorman – rzeka w południowej Rumunii.
Źródła rzeki znajdują na południowym przedgórzu Południowych Karpat. Uchodzi do Vedei, przy miejscowości Ștorobăneasa. Jej głównymi dopływami są Negraș, Clănița, Vijiștea.